# Shadow Conspiracy
Shadow Conspiracy är en amerikansk actionthriller från 1997, med Charlie Sheen och Donald Sutherland i huvudrollerna. Regissör till filmen är George P. Cosmatos (detta var hans sista film) och manuset skrevs av Adi Hasak och Ric Gibbs. Budgeten var uppskattningsvis 45 miljoner dollar. Filmen hade urpremiär i USA den 31 januari 1997 och drog in drygt 2,3 miljoner dollar i USA.
Filmen fick negativ kritik. Roger Ebert gav den en stjärna av fyra och Leonard Maltins filmguide gav den det lägsta betyget, "BOMB".

## Handling
Bobby Bishop är en av presidentens rådgivare och är därför väldigt högt uppsatt i Washington D.C. Men plötsligt meddelar Jacob Conrad, en annan arbetare på Vita huset, att de har en förrädare bland sig. Bobbys liv hänger på en skör tråd. Han letar efter ledtrådar och till slut kommer han på vem som är förrädaren.

## Roller (i urval)
- Bobby Bishop - Charlie Sheen
- Jacob Conrad - Donald Sutherland
- Amanda Givens - Linda Hamilton
- Agenten - Stephen Lang
- Presidenten - Sam Waterston
- Vice Presidenten - Ben Gazzara
- Grasso - Nicholas Turturro
- General Toyanbee - Stanley Anderson
- Professor Yuri Pochenko - Theodore Bikel
- Blythe - Paul Gleason
- Frank Ridell - Terry O'Quinn
- Kongressmannen Page - Gore Vidal
- Janet - Dey Young